# جيمس بيكر هال
جيمس بيكر هال (بالإنجليزية: James Baker Hall)‏ (14 أبريل 1935 - 25 يونيو 2009)؛ شاعر، مصور وروائي أمريكي.